# Boaz van Boggelen
Boaz van Boggelen (Amersfoort, 21 december 1999) is een Nederlandse youtuber. Hij filmt onder andere zijn dagelijks leven en freerunning-video's.

## Carrière
Van Boggelen maakte zijn eerste video in mei 2016 en startte zijn huidige YouTube-kanaal op 29 december 2018. Hij maakt vooral video's over freerunning, salto's en auto's. Hij startte een opleiding Mediavormgeving aan het mbo, maar door het succes van zijn YouTube-kanaal hield hij geen tijd over voor school.
Tevens heeft Van Boggelen zijn naam verbonden aan een filiaal van een Jump-XL-trampolinepark in Ede.